# Arrondissement de Ndiob
L'arrondissement de Ndiob, créée en 2011, est l'un des arrondissements du Sénégal et remplace l'arrondissement de Diakhao. Il est situé à l'est du département de Fatick, dans la région de Fatick,.
Il comprend quatre communautés rurales :
- Communauté rurale de Diaoulé
- Communauté rurale de Mbéllacadiao
- Communauté rurale de Ndiob
- Communauté rurale de Thiaré Ndialgui

Son chef-lieu est Ndiob.